# Lakatoro
Lakatoro – miasto w Vanuatu; na wyspie Malekula; 1 290 mieszkańców (2013). Stolica prowincji Malampa.